# Charles Pearce Coady

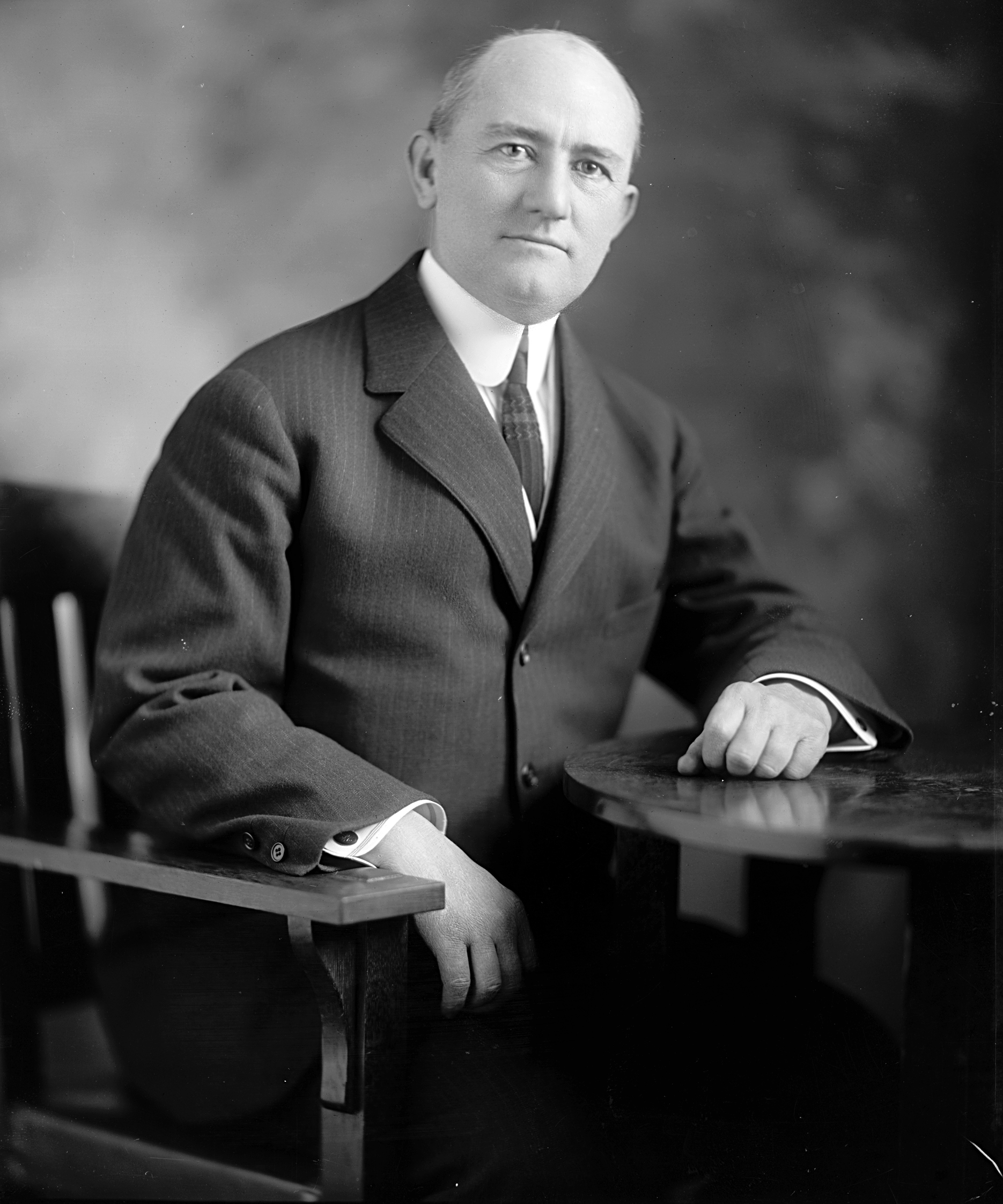
Charles Pearce Coady

Charles Pearce Coady (* 22. Februar 1868 in Baltimore, Maryland; † 16. Februar 1934 ebenda) war ein US-amerikanischer Politiker. Zwischen 1913 und 1921 vertrat er den Bundesstaat Maryland im US-Repräsentantenhaus.

## Werdegang
Charles Coady besuchte die öffentlichen Schulen seiner Heimat sowie das Baltimore City College, das er im Jahr 1886 absolvierte. Danach war er für einige Zeit im Handel tätig. Nach einem anschließenden Jurastudium und seiner 1894 erfolgten Zulassung als Rechtsanwalt begann er in Baltimore in diesem Beruf zu arbeiten. Gleichzeitig schlug er als Mitglied der Demokratischen Partei eine politische Laufbahn ein. Zwischen 1908 und 1913 gehörte er dem Senat von Maryland an.
Nach dem Tod des Abgeordneten George Konig wurde Coady bei der fälligen Nachwahl für den dritten Sitz von Maryland als dessen Nachfolger in das US-Repräsentantenhaus in Washington, D.C. gewählt, wo er am 4. November 1913 sein neues Mandat antrat. Nach drei Wiederwahlen konnte er bis zum 3. März 1921 im Kongress verbleiben. In seine Zeit im Kongress fiel der Erste Weltkrieg. Außerdem wurden in den Jahren 1919 und 1920 der 18. und der 19. Verfassungszusatz ratifiziert. Dabei ging es um das Verbot des Handels mit alkoholischen Getränken und die bundesweite Einführung des Frauenwahlrechts. Im Jahr 1920 unterlag er dem Republikaner John Hill.
Nach dem Ende seiner Zeit im US-Repräsentantenhaus praktizierte Charles Coady wieder als Anwalt. Von 1922 bis 1925 arbeitete er auch für die Steuerbehörde der Stadt Baltimore. Er starb am 16. Februar 1934 in Baltimore, wo er auch beigesetzt wurde.